# 조세르
조세르(Djoser)는 이집트 제3왕조의 두 번째 파라오이다. 호루스 이름은 네체리케트로, "성스러운 몸"이라는 뜻이다. 조세르라는 이름은 출생명으로 알려져 있다. 그리스식 이름인 토스르토스라는 이름도 전해진다.
조세르는 선왕인 사나크테의 동생으로 알려져 있다. 19년을 통치하였으며, 그 기간 동안에 대규모의 계단 피라미드 등을 건설하였다.

## 조세르 시대의 유물들

### 조세르의 석상
조세르는 현재 카이로 박물관에 소장된 그의 거대한 석상으로 유명하다. 조세르의 석상은 이집트 파라오의 전형적인 모습을 하고 있다. 머리에는 파라오가 쓰는 무거운 가발을 쓰고, 턱에도 파라오 특유의 턱 장식이 붙어 있다. 원래의 석상에는 갖가지 보석이 박혀져 있었는데, 도굴꾼들이 파내간 후에는 눈 부분이 움푹 들어가 더욱더 강렬한 이미지를 가지게 되었다.

### 사카라의 계단 피라미드

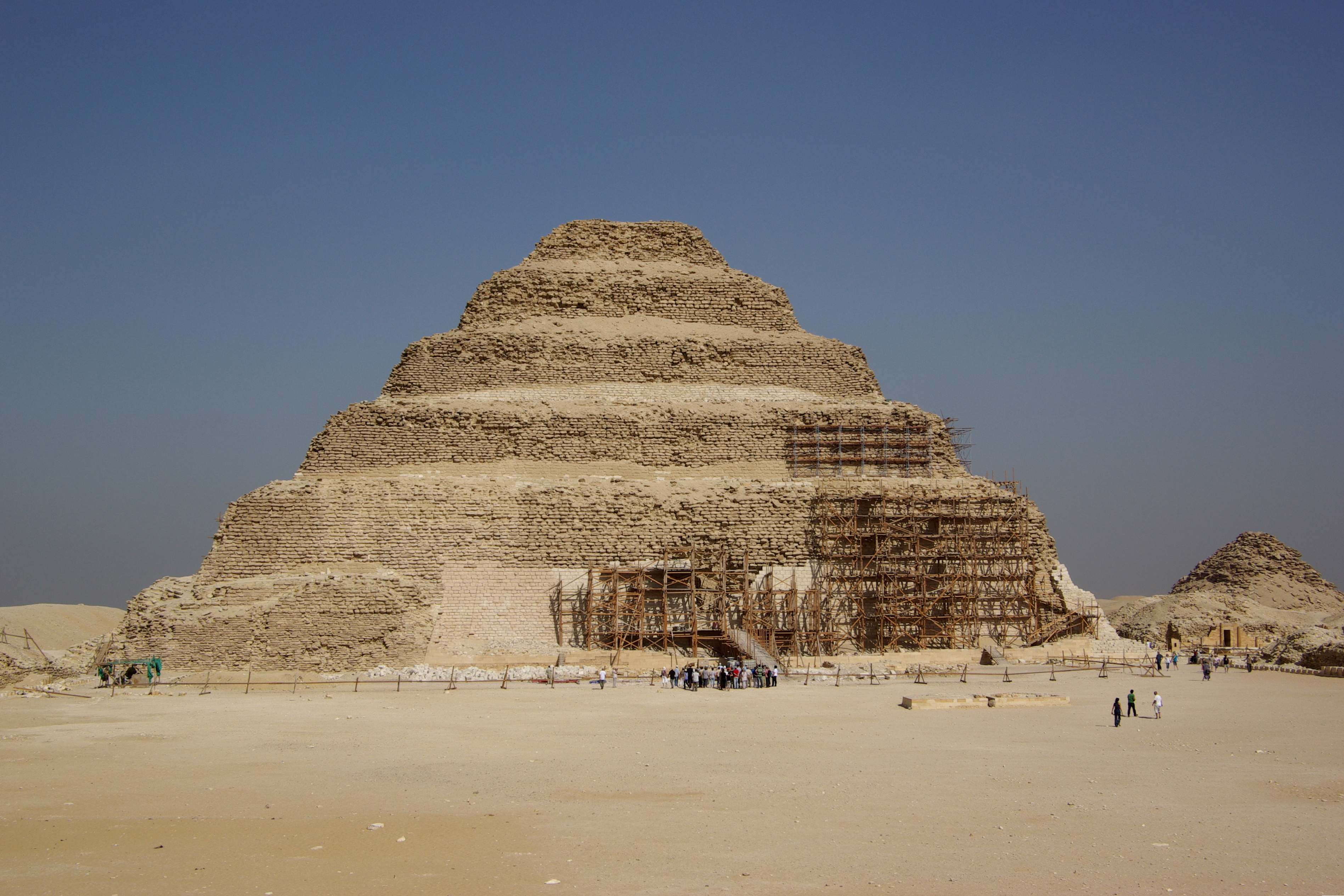
사카라의 계단 피라미드

사카라에 있는 조세르의 계단식 피라미드는 그의 재상 임호테프가 설계한 것으로, 완전히 돌로 된 세계 최초의 석조 건물로 인정되고 있다.
처음에는 조그마한 무덤으로 시작하였으나, 몇 번의 증축을 거쳐 62미터에 이르는 현재의 계단식 피라미드가 되었다. 기초부는 109 x 125 미터에 달하며, 주변에서도 많은 양의 유물들이 발굴되었다.
조세르의 거대한 석상은 이 피라미드의 북쪽 입구에 있는 지하실에서 발견되었다.

## 같이 보기
- 이집트 초기왕조
- 파라오 목록
- 이집트 고왕국

## 참고 문헌
- 피터 클레이턴(Peter Clayton) 저, 정영목 역, 《파라오의 역사》, 까치, 2004

| 전임 사나크테 | 제2대 이집트 제3왕조의 파라오 기원전 2668년 ~ 기원전 2649년 | 후임 세켐케트 |